# ثعلب طيار عملاق
الثعلب الطيار العملاق المعروف أيضا باسم الثعلب الطيار الأكبر، الثعلب الطيار الملايي، الثعلب الطيار الماليزي، خفاش الفاكهة الكبير، و أيضا كالانج أو كالونغ، هو نوع من خفافيش الفاكهة في جنوب شرق آسيا من فصيلة Pteropodidae، كخفافيش فاكهة العالم القديم أو الثعالب الطائرة.